# Achille Lauro (Schiff)
Die Achille Lauro war ein Kreuzfahrtschiff mit einer Länge von 192 m und einer Vermessung von 23.112 BRT. Sie lief am 1. Juli 1946 für die Rotterdamsche Lloyd als Willem Ruys vom Stapel. Im Januar 1965 erfolgte die Übergabe an die italienische Lauro-Linie und die Umbenennung nach dem Reeder und Politiker Achille Lauro. Das Schiff wurde vor allem durch seine Entführung durch palästinensische Terroristen 1985 bekannt. Es sank 1994 infolge eines Maschinenbrandes.

## Willem Ruys

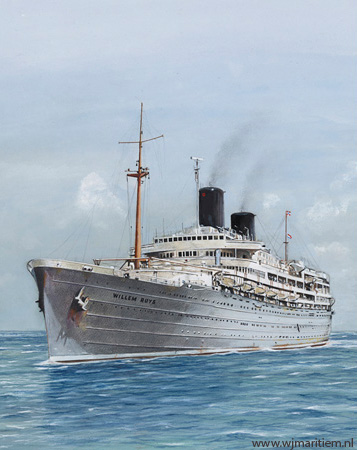
Die Willem Ruys

Im Januar 1939 wurde mit dem Bau begonnen und der Kiel gelegt. Nach dem Ausbruch des Zweiten Weltkriegs wurde das im Bau befindliche Schiff bei Luftangriffen beschädigt. Auf Befehl der deutschen Besatzungsmacht wurde der Bau fortgesetzt, da man das Schiff für eigene Zwecke fertigstellen wollte. Nach fortwährenden Sabotageakten durch niederländische Widerstandskämpfer wurde der unfertige Rumpf dann durch Bombentreffer der britischen Luftwaffe weiter beschädigt, so dass die Besatzer ihn aufgaben. Nach dem Kriegsende entschied sich der Rotterdamsche Lloyd, das Schiff trotz der erheblichen Schäden weiterzubauen. Am 1. Juli 1946 lief der Dampfer schließlich vom Stapel und wurde auf den Namen Willem Ruys getauft, benannt nach dem Gründer der Reederei. Im November 1947 war die Willem Ruys fertiggestellt, und am 2. Dezember desselben Jahres brach sie zu ihrer Jungfernfahrt von Rotterdam nach Indonesien auf.
Am 6. Januar 1953 kollidierte die Willem Ruys mit der Oranje. Die Oranje hatte schwere Schäden, an der Willem Ruys gab es nur kleine Schäden.
Nach der Unabhängigkeit Indonesiens im Jahr 1949 gingen die Passagierzahlen immer mehr zurück, so dass die Willem Ruys ab 1958 auf der Route nach Kanada und später nach Australien und Neuseeland eingesetzt wurde. Nach dem abermaligen Rückgang der Fahrgastzahlen verkaufte der Rotterdamsche Lloyd die Willem Ruys im Jahr 1965 an die italienische Lauro Line.

## Achille Lauro

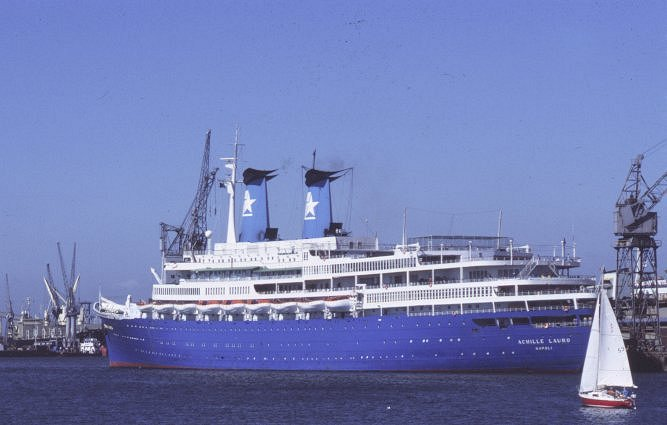
Die Achille Lauro im Jahr 1989

Nach der Übernahme wurde das Schiff modernisiert und es wurden zahlreiche Umbauten vorgenommen, die das Aussehen des Schiffes erheblich veränderten. Es erhielt schmale hohe Schornsteine anstelle der bisherigen breiten und flachen, außerdem verlängerte Aufbauten und einen schnittigeren Bug. Der bisher graue Rumpf bekam einen blauen Anstrich. Umbenannt in Achille Lauro wurde das Schiff zunächst im Liniendienst nach Sydney eingesetzt, ab 1972 nur noch für Kreuzfahrten.

### Die Entführung

#### Ausgangssituation
Am 7. Oktober 1985 wurde die Achille Lauro, die zu einer zwölftägigen Mittelmeerkreuzfahrt ausgelaufen war und sich gerade mit 680 Passagieren und etwa 350 hauptsächlich italienischen und portugiesischen Besatzungsmitgliedern an Bord auf der Fahrt von Alexandria nach Port Said im Nordosten Ägyptens befand, von vier palästinensischen Terroristen entführt. Diese waren Angehörige der Palästinensischen Befreiungsfront, als deren Anführer Abu Abbas galt, und drohten damit, die Passagiere einen nach dem anderen zu töten, angefangen bei den US-Bürgern, falls der Staat Israel nicht umgehend 50 inhaftierte, aufgrund von Terrordelikten verurteilte Palästinenser bzw. „Gesinnungsgenossen“  freiließe. Von Letzteren wurde Samir Kuntar als Einziger namentlich benannt. Als einziger Nicht-Palästinenser sollte der deutsche Neonazi, inoffizielle Stasi-Mitarbeiter und PLF-Offizier Odfried Hepp aus französischer Haft freigepresst werden, der unter dem Kampfnamen Omar Saad Tariq jahrelang für die PLF agiert hatte.
Sollte jemand versuchen, die Passagiere zu retten oder die Geiselnehmer anzugreifen, würden sie das Schiff in die Luft sprengen. Den schnell einberufenen Expertengruppen fiel es schwer zu beurteilen, wie viele Passagiere noch an Bord waren, da einige das Schiff in Alexandria verlassen hatten und nach der Besichtigung der Pyramiden in Port Said wieder an Bord gehen wollten. Italienische Behörden schätzten die Anzahl der Geiseln an Bord auf 60 bis 80, darunter etwa ein Dutzend US-Bürger. Dem Kapitän befahlen die Entführer, den Hafen von Tartus in Syrien anzulaufen, und verlangten gleichzeitig Verhandlungen mit den Botschaftern Italiens, der USA, Großbritanniens und der Bundesrepublik Deutschland. Um ihren Forderungen Nachdruck zu verleihen, schossen sie nach Augenzeugenberichten dem teilgelähmten US-amerikanischen Touristen jüdischer Abstammung Leon Klinghoffer (69) aus nächster Nähe in Brust und Kopf und zwangen anschließend den Schiffsfriseur und einen Kellner, die Leiche samt Rollstuhl über Bord zu werfen.

#### Verhandlungen und Festnahme der Entführer
Auf Drängen Roms und Washingtons, die eine militärische Befreiungsoperation in internationalen Gewässern in Erwägung zogen, verweigerten die syrischen Behörden der Achille Lauro die Einfahrt in den Hafen Tartus. Auch Zypern, das die Entführer als Nächstes anlaufen wollten, lehnte ab. Die Achille Lauro nahm schließlich gegen den Willen der US-Regierung, jedoch mit Billigung der italienischen Regierung unter Bettino Craxi Kurs auf Port Said, wo sie auch festmachte. Nach Verhandlungen wurde den Terroristen freier Abzug in ein Land ihrer Wahl garantiert, wenn sie ihren Geiseln keinen weiteren Schaden zufügen würden. Nun erst wurde der Tod Klinghoffers bekannt.
Wenige Monate zuvor war der TWA-Flug 847 von palästinensischen Terroristen entführt und zwei Wochen lang in Beirut festgehalten worden, wobei ebenfalls ein US-Bürger (Robert Stethem) getötet wurde. Die Entführer konnten damals flüchten – diesmal war die Reagan-Regierung fest entschlossen, es nicht mehr so weit kommen zu lassen.
US-Geheimdienste hörten ein Gespräch des ägyptischen Präsidenten Mubarak in seinem Büro ab, in dem den Entführern freies Geleit in einer Passagiermaschine nach Algier zugesichert wurde. Die US Navy fing daraufhin mit vier F-14-Jagdflugzeugen, die vom Flugzeugträger Saratoga gestartet waren, das Flugzeug der Entführer – eine ägyptische Boeing 737 – ab und zwangen es auf dem Luftwaffenstützpunkt Sigonella auf Sizilien zur Landung, wo die Terroristen verhaftet werden sollten. Im Anschluss kam es dort zu einem Eklat – etwa 50 Elitesoldaten der US-amerikanischen Delta Force umstellten zur Verhaftung der Entführer das Flugzeug, während sie selbst von Soldaten der italienischen Luftwaffe und Carabinieri mit schwerem Gerät umstellt waren, die so ihre Hoheitsrechte durchsetzen wollten. Die zuvor erfolgte Landung von zwei US-Transportmaschinen mit den Angehörigen der US-Spezialeinheit an Bord war mit der italienischen Regierung nicht abgesprochen gewesen, sodass ihnen daher zunächst keine Landegenehmigung erteilt worden war. Erst nach über fünf Stunden verzichteten die US-Amerikaner auf die von ihnen beabsichtigte Festnahme der Entführer und deren Verbringung in die USA, so dass die Italiener nunmehr die Entführer verhaften konnten.
An den Verhandlungen während der Entführung der Achille Lauro waren die Präsidenten der USA, Italiens, Ägyptens und verschiedener anderer Länder persönlich beteiligt.

#### Abu Abbas’ Flucht und Verurteilung der Entführer
Bettino Craxi wollte die italienischen Beziehungen zu Ägypten nicht riskieren und erlaubte dem Piloten der ägyptischen Boeing 737 mit den PLO-Vertretern und Abu Abbas an Bord, die für sich diplomatische Immunität in Anspruch nahmen, nach Rom zu fliegen. Ägypten hatte die Achille Lauro mittlerweile festgesetzt und erklärt, das italienische Schiff freizugeben, wenn Italien das ägyptische Flugzeug ziehen ließe. Die US Navy schickte der in Richtung Rom gestarteten Passagiermaschine zur Sicherung US-amerikanischer Interessen ein Kampfflugzeug bis zum Flughafen Ciampino hinterher, wo der US-Pilot eine Notlandung vortäuschte. Rom forderte daraufhin sofort eine Entschuldigung von Washington. In den USA erstellte man mittlerweile Haftbefehle, die an Interpol weitergeleitet wurden, und bereitete sich bereits darauf vor, die vier Entführer und Abu Abbas, die von Italien ausgeliefert werden sollten, in den Vereinigten Staaten wegen Geiselnahme, Piraterie und Verschwörung anzuklagen. Craxi sah jedoch keine Möglichkeit, Abu Abbas länger festzuhalten, obwohl ihn Reagan persönlich zusammen mit dem US-Botschafter in Italien, der Abu Abbas’ langjährige Verwicklungen in terroristische Aktivitäten darlegte, dringend darum gebeten hatte.
Die italienische Besatzung an Bord der Achille Lauro war mittlerweile buchstäblich zu Geiseln der Ägypter geworden, Hosni Mubarak bezeichnete die USA öffentlich als „internationale Piraten“ und Jassir Arafat drängte Craxi, Abu Abbas ziehen zu lassen, da die PLO sonst keine „Garantien“ mehr für das Schicksal des in Ägypten festgehaltenen Schiffes und seiner Besatzung geben könne. Der italienische Ministerpräsident entschied, Abu Abbas die Ausreise nach Belgrad zu erlauben, von wo aus er über Aden nach Bagdad weiterflog. Es wurde berichtet, Reagan sei daraufhin außerordentlich verärgert gewesen und habe sogar mit dem Gedanken gespielt, den US-Botschafter aus Rom abzuberufen. Die Spannungen auf beiden Seiten nahmen noch zu, und anti-amerikanische Demonstrationen erreichten in Italien einen neuen Höhepunkt seit dem Vietnamkrieg. Um die drohende Regierungskrise in Italien abzuwenden und eine Machtübernahme der Kommunisten zu verhindern, sandte Ronald Reagan einen versöhnlichen Brief an Bettino Craxi, der später als „Dear Bettino Letter“ bekannt wurde.
Unter dem Verdacht, den Entführern mit Waffen, Sprengstoff und gefälschten Papieren geholfen zu haben, wurden sechs weitere Palästinenser verhaftet und vor ein italienisches Gericht gestellt. Gegen einen der Entführer wurde die Anklage fallengelassen, während die anderen drei weiterhin angaben, ihre „Mission“ sei ein Anschlag auf den israelischen Hafen Aschdod gewesen, wohin die Achille Lauro planmäßig gefahren wäre.
Magied al-Molqi, der Anführer der Geiselnehmer, dem der Mord an Klinghoffer zur Last gelegt wurde, wurde zu 30 Jahren Gefängnis verurteilt, die Staatsanwaltschaft hatte für ihn ursprünglich lebenslange Haft gefordert.
Ibrahim Abdel Atif erhielt 24 und Ahmed Al-Hassani 15 Jahre Haft. Letzterer entkam 1991 aus dem Gefängnis. Abu Abbas und zwei andere PLF-Offizielle wurden in Abwesenheit zu lebenslangen Haftstrafen verurteilt. Die sechs weiteren Angeklagten wurden teils freigesprochen, teils zu kürzeren Haftstrafen verurteilt.

#### Reaktionen und weitere Entwicklungen
In den USA wurde die PLO für ihre Verwicklung in den Tod von Leon Klinghoffer verantwortlich gemacht. PLO-Sprecher Faruq al-Qadumi verleumdete die Witwe und behauptete, sie selbst habe Klinghoffer ermordet, um an seine Lebensversicherung zu gelangen.
Die Anklage wurde fallengelassen, als die Palästinenserorganisation angeblich eine unbekannte Summe an Klinghoffers Töchter überwies, die den Grundstock für die „Leon und Marilyn Klinghoffer Gedächtnisstiftung“ der Anti-Defamation League (ADL) gegen Terrorismus bildeten.
1996 bemerkte Abu Abbas zum Tod von Leon Klinghoffer „es tut uns leid“ und dass die Entführung „ein Fehler“ gewesen sei. Eigentlich sei man auf dem Weg nach Israel gewesen, um dort Terroranschläge zu verüben. Dies deckt sich mit den Aussagen, die Vertreter der PLF noch während der Geiselnahme 1985 gemacht hatten: Die Entführer seien eigentlich auf dem Weg nach Aschdod in Israel gewesen, wegen ihrer Waffen zufällig von einem Besatzungsmitglied entdeckt worden und hätten daraufhin in Panik das Schiff gekapert.
Ein Sprecher des US-Außenministeriums wies Abu Abbas’ Entschuldigung wenig später mit den Worten zurück: „Wir halten es für irrelevant. Wir machen ihn nach wie vor dafür verantwortlich“ („We believe it’s irrelevant. We still hold him responsible“).
Magied al-Molqi floh im Februar 1996 nach Spanien, als er vom italienischen Magistrat wegen „guter Führung“ für zwölf Tage auf freien Fuß gesetzt worden war. Dort wurde er wieder gefasst und wieder an Italien ausgeliefert.

### Der Untergang
Am 30. November 1994 brach im hinteren Maschinenraum der Achille Lauro, die sich mit 572 Passagieren und 408 Mannschaftsmitgliedern auf einer Kreuzfahrt von Genua nach Durban befand, im Indischen Ozean, etwa 40 Seemeilen östlich des Horns von Afrika, ein Feuer aus. In den Maschinenraum eingebrachter Stickstoff konnte wegen nicht geschlossener Schotten (Türen) das Feuer nicht löschen, der Brand geriet außer Kontrolle und griff nach und nach auf mehrere Decks des Schiffes über. Das durch die Löschwasserpumpen in den Rumpf eingebrachte Wasser führte dazu, dass das Schiff etwa zehn Grad Schlagseite bekam. Passagiere und Mannschaft mussten mit Rettungsbooten von Bord gebracht werden und wurden von mehreren auf den SOS-Ruf hin herbeigeeilten Schiffen aufgenommen, die meisten vom unter panamaischer Flagge fahrenden Tanker Hawaiian King, und in den Hafen von Mogadishu gebracht. Die US-Marine schickte zwei Schiffe, die Halyburton und die Gettysburg, zur Unfallstelle, vorrangig für die Verpflegung und medizinische Versorgung der Schiffbrüchigen.
Bei dem Unfall kamen drei Personen ums Leben, darunter ein Deutscher, der kurz vor dem Einstieg ins Rettungsboot einem Herzinfarkt erlag.
In den frühen Morgenstunden des 2. Dezember 1994 nahm der niederländische Hochsee- und Bergungs-Schlepper Solano das Schiff an den Haken, um es in Küstennähe zu verbringen. Am selben Abend erschütterte eine starke Explosion das Vordeck des Schiffes, das sofort eine extreme Schlagseite bekam und innerhalb von zehn Minuten sank (2° 0′ N, 47° 0′ O).
Nach langwierigen Untersuchungen der Unfallursache wurden erst zehn Jahre später, 2004, der Kapitän, der 1. Offizier und der Leitende Ingenieur, also die drei höchsten Schiffsoffiziere, von einem Gericht in Neapel wegen nachgewiesener Verfehlungen zu Gefängnisstrafen zwischen zweieinhalb und dreieinhalb Jahren verurteilt. Nach einem noch bis 2006 währenden Rechtsstreit wurden die Urteile von einem höheren Gericht bestätigt.

## Trivia
Der Musiker Moss Hills, der am 3. August 1991 an Bord des sinkenden Kreuzfahrtschiffes Oceanos die Organisation der Rettung der Passagiere in die Hand genommen hatte, da Teile der Besatzung zuvor das sinkende Schiff frühzeitig verlassen hatten, erlebte nun etwas mehr als drei Jahre später noch einmal eine Schiffskatastrophe mit – er war auf der letzten Fahrt der Achille Lauro als Bordmusiker engagiert.

## Rezeption
Die Thematik der Schiffsentführung wurde in der Oper The Death of Klinghoffer des amerikanischen Komponisten John Adams verarbeitet, die 2001 von Penny Woodcock für Channel Four verfilmt wurde. Außerdem wurde die Entführung der Achille Lauro zwei weitere Male verfilmt, dabei spielten Karl Malden bzw. Burt Lancaster die Rolle des Leon Klinghoffer.